# Schön ist die Jugend (Volkslied)
Schön ist die Jugend ist ein Volkslied aus Hessen mit original vier Strophen, das etwa um 1820 entstanden ist. Bekannt ist es noch heute durch seinen Refrain, der in langer oder in kurzer Fassung gesungen werden kann. Um 1870 entstand eine (im Wesentlichen übersetzte) Fassung in Latein.
Markant sind dabei die wiederholte, recht eindringliche Aussage im Refrain: Drum sag ich's noch einmal, mit dem jede, auch bereits die erste Refrainstrophe beginnt, und die in verschiedenen Sprachwendungen erfolgende Wiederholung von Sie (also „die Jugend“) kommt nicht mehr. Beides, der wiegende ¾-Takt sowie die dem melancholischen Ton des Textes angemessene und leicht singbare Melodie haben es so einprägsam gemacht, dass es auch über einhundert Jahre nach seiner Entstehung noch immer in unterschiedlichsten Bearbeitungen bei den verschiedensten Künstlern im Repertoire ist und dadurch häufig zu hören ist.
Engelbert Humperdinck erstellte eine Fassung für gemischten Chor (gesetzt als SATB) mit einem verkürzten Text. Diese Fassung erschien 1915 im Volksliederbuch für gemischten Chor (sogen. Kaiserliederbuch).

## Textfassungen
1. Strophe

Schön ist die Jugend

Bei frohen Zeiten,

Schön ist die Jugend,

Sie kommt nicht mehr.

So hört ich oft schon

Von alten Leuten

Und seht, von denen weiß ich's her.

Refrain (Kurzfassung)

Drum sag ich's noch einmal,

Schön sind die Jugendjahr,

Schön ist die Jugend,

Sie kommt nicht mehr!

Refrain (Langfassung)

Kurzfassung, danach folgt:

Sie kommt nicht mehr, nicht mehr, (umgesungen auch: Sie kommt, sie kommt nicht mehr)

Sie kommt nicht wieder mehr, (umgesungen auch: Sie kommt nie wieder her)

Schön ist die Jugend,

Sie kommt nicht mehr!

1. Strophe (Humperdinck-Fassung)

Schön ist die Jugend bei frohen Zeiten,

schön ist die Jugend, sie kommt nicht mehr.

Drum sag ichs noch einmal, schön sind die Jugendjahr,

schön ist die Jugend, sie kommt nicht mehr.

Drum sag ichs noch einmal, schön ist die Jugend,

die Jugend kommt nicht mehr.

## Rezeption
Das Volkslied stand mit seinem Titel Pate für Hermann Hesses Erzählung Schön ist die Jugend (1907), in der er – in der Zeit schriftstellerisch der Romantik nahestehend – häufig solche Rückbezüge wählte. Der Vertriebstitel des dänisch-schwedischen Films Schön ist die Jugendzeit hat hingegen weder einen Bezug zum originalen Titel, noch auf dieses Volkslied und dessen Inhalt.